# Mekhak Ghazaryan
Mekhak Ghazaryan (em armênio Մեխակ Ղազարյան; Guiumri, 13 de dezembro de 1966) é um ex-boxeador da Armênia. Participou dos Jogos Olímpicos de Verão de 1988 em Seul e dos Jogos Olímpicos de Verão de 1996 em Atlanta, Estados Unidos, na categoria leve (até 60 kg).